# Benny Goodman
Benjamin David Goodman (Chicago, 30 de mayo de 1909 - Nueva York, 13 de junio de 1986), conocido como Benny Goodman, fue un clarinetista y director de orquesta de jazz estadounidense, conocido como El rey del swing, es uno los máximos exponentes del estilo jazzístico junto con Glenn Miller y Count Basie, además ser una las personalidades destacadas de la era del swing.  Entre sus interpretaciones más famosas  y populares se encuentra el tema  "Sing, sing, sing (with a swing)", empleada en múltiples bandas sonoras y obras de teatro y musicales.[cita requerida]

## Biografía

### Comienzos de su carrera
Goodman, noveno de doce hermanos e hijo de emigrantes judíos procedentes de Polonia, nació en Chicago, donde vivían en el barrio Maxwell Street. Su padre, David Goodman, era sastre procedente de Varsovia, su madre Dora Rezinski, era de Kaunas. Sus padres se conocieron en Baltimore, Maryland y se trasladaron a Chicago antes de que naciera Benny.
Comenzó a tocar el clarinete a la edad de diez años en la sinagoga, tras lo que se unió a una banda local. Hizo su debut profesional a los doce años y abandonó la escuela a los catorce para hacerse músico profesional. 
A los 16 años, en agosto de 1925, se unió a la banda de Ben Pollack, con la que hizo sus primeras grabaciones en diciembre de 1926. Sus primeras grabaciones bajo su propio nombre las realizó en enero de 1928. A los 20 años, en septiembre de 1929, abandonó a Pollack para dirigirse a Nueva York donde trabajó como músico independiente, trabajando en sesiones de grabación, espectáculos radiofónicos y en las orquestas de los musicales de Broadway. Hizo también grabaciones bajo su propio nombre con orquestas alquiladas, alcanzando grandes éxitos con "He's Not Worth Your Tears" (cantada por Scrappy Lambert) en Melotone Records en enero de 1931. Firmó con Columbia Records en el invierno de 1934 y alcanzó el top ten a comienzos de 1934 con "Ain't Cha Glad?" (cantada por Jack Teagarden), "Riffin' the Scotch" (cantada por Billie Holiday) y "Ol' Pappy" (cantada por Mildred Bailey), y en primavera con "I Ain't Lazy, I'm Just Dreamin'" (cantada por Jack Teagarden).

### Formación de su orquesta

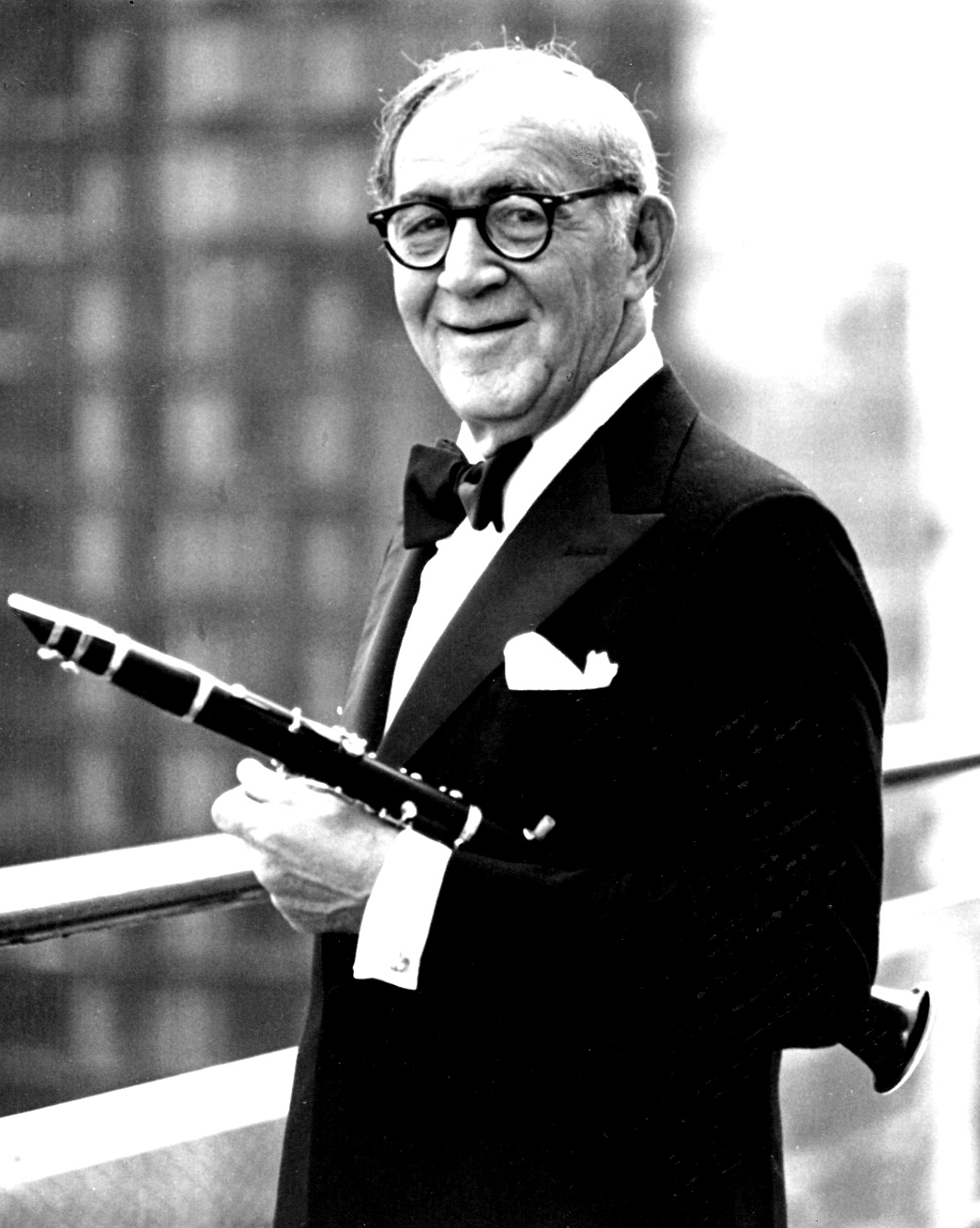
Foto tomada hacia 1970.

Todos estos éxitos y un ofrecimiento que se le hizo para actuar en el Billy Rose's Music Hall inspiraron a Goodman para organizar una orquesta permanente; su primer concierto se produciría el 1 de junio de 1934. Su grabación instrumental de "Moon Glow" alcanzó el primer lugar en julio y consiguió dos éxitos más con los temas instrumentales "Take My Word" y "Bugle Call Rag". Tras unos meses en el Music Hall, firmó por el programa radiofónico Saturday night Let's Dance de la NBC, tocando la última hora de las tres que duraba el espectáculo. Durante los seis meses que estuvo en el programa, consiguió seis éxitos más con Columbia, y otros cinco más con RCA Victor, su siguiente compañía. 
Tras dejar el programa de radio, Goodman emprendió una gira nacional en el verano de 1935. No fue especialmente exitosa hasta que llegó a la Costa Oeste, debido a que sus actuaciones en el programa de radio habían podido ser oídas a una hora más temprana que en la Costa Este. Su actuación en el Palomar Ballroom cerca de Los Ángeles el 21 de agosto de 1935 fue un éxito espectacular, recordado como el comienzo de la era del swing. Se trasladó durante seis meses a vivir al Congress Hotel en Chicago, empezando en noviembre. En 1936 compuso 15 éxitos, entre los que estaban "It's Been So Long", "Goody-Goody", "The Glory of Love", "These Foolish Things Remind Me of You", "You Turned the Tables on" y el más popular "Sing Sing Sing". Se convirtió en el protagonista de la serie radiofónica The Camel Caravan, que duró hasta finales de 1939. En octubre de 1936 la orquesta hizo su debut cinematográfico en la película The Big Broadcast de 1937. El mismo mes, Goodman empezó a vivir en el Pennsylvania Hotel en Nueva York.
El siguiente gran éxito de Goodman en febrero de 1937 lo consiguió con la participación como cantante de Ella Fitzgerald y como trompetista de Harry James. Fue el primero de seis grandes éxitos durante esos años, entre los que estaban "This Year's Kisses" (cantado por Margaret McCrae). En diciembre, la orquesta apareció en otra película, Hollywood Hotel.

### Concierto en el Carnegie Hall
El punto más alto de popularidad de Goodman lo alcanzó el 16 de enero de 1938 cuando dio un concierto en el Carnegie Hall; a lo largo de ese año consiguió numerosos éxitos, como "Don't Be That Way" (instrumental) y "I Let a Song Go out of My Heart" (cantado por Martha Tilton), que más tarde entraría en el Grammy Hall of Fame.

### Cambios en su orquesta y nuevas apariciones
Hacia 1939, Goodman había perdido a importantes músicos como Gene Krupa y Harry James, que se habían encaminado a crear sus propias orquestas; por lo demás, la competencia seria apareció con las bandas de Artie Shaw y Glenn Miller. No obstante, Goodman consiguió nuevos éxitos durante ese año, tales como "And the Angels Sing" (cantado por Martha Tilton), también situado en el Salón de la Fama Grammy. Regresó a Columbia Records. En noviembre, apareció en el musical de Broadway Swingin' the Dream, liderando un sexteto. El espectáculo duró poco, pero le proporcionó un nuevo éxito en marzo de 1940 con la canción "Darn That Dream" (cantada por Mildred Bailey). Ese año sólo consiguió tres éxitos debido, en parte, a una enfermedad que le llevó a operarse de una hernia discal. En 1941, ya recuperado, consiguió posicionar dos nuevas composiciones, una de los cuales fue "There'll Be Some Changes Made" (cantado por Louise Tobin), y regresó a la radio con su propio programa. Entre sus éxitos de 1942 estaban "Somebody Else Is Taking My Place" (cantado por Peggy Lee) y el tema instrumental "Jersey Bounce". Apareció también en la película Syncopation.

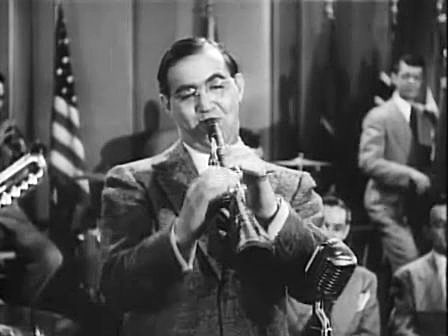
Foto de Goodman en una grabación de su famosa canción "Sing Sing Sing" en 1936.

En 1943, con material grabado tiempo atrás ante la imposibilidad de grabar en esa época tras la entrada de Estados Unidos en la Guerra, Goodman consiguió dos grandes éxitos, uno de ellos con "Taking a Chance on Love" (cantado por Helen Forrest). Su tiempo libre lo empleó para trabajar en películas, apareciendo en tres durante ese año: The Powers Girl, Stage Door Canteen y The Gang's All Here. 
Goodman disolvió su orquesta en 1944. Apareció en la película Sweet and Low-Down en septiembre y actuó con un quinteto en la revista de Broadway Seven Lively Arts, debutando el 7 de diciembre y alcanzado 182 representaciones. En abril de 1945 su recopilatorio Hot Jazz fue un gran éxito. Reorganizó también su orquesta, produciendo temas muy exitosos como "Gotta Be This or That" (cantado por él mismo), "Symphony" (cantado por Liza Morrow), etc. Goodman protagonizó una serie radiofónica con Víctor Borge en 1946-1947, y continuó grabando tras firmar con Capitol Records. Apareció en la película A Song Is Born en 1948 y empezó a experimentar con el bebop. A finales de 1949 disolvió de nuevo su orquesta y volvió a organizar grupos temporalmente para giras y sesiones de grabación.
Murió en Nueva York, en 1986 a la edad de 77 años.

## Otros aspectos importantes

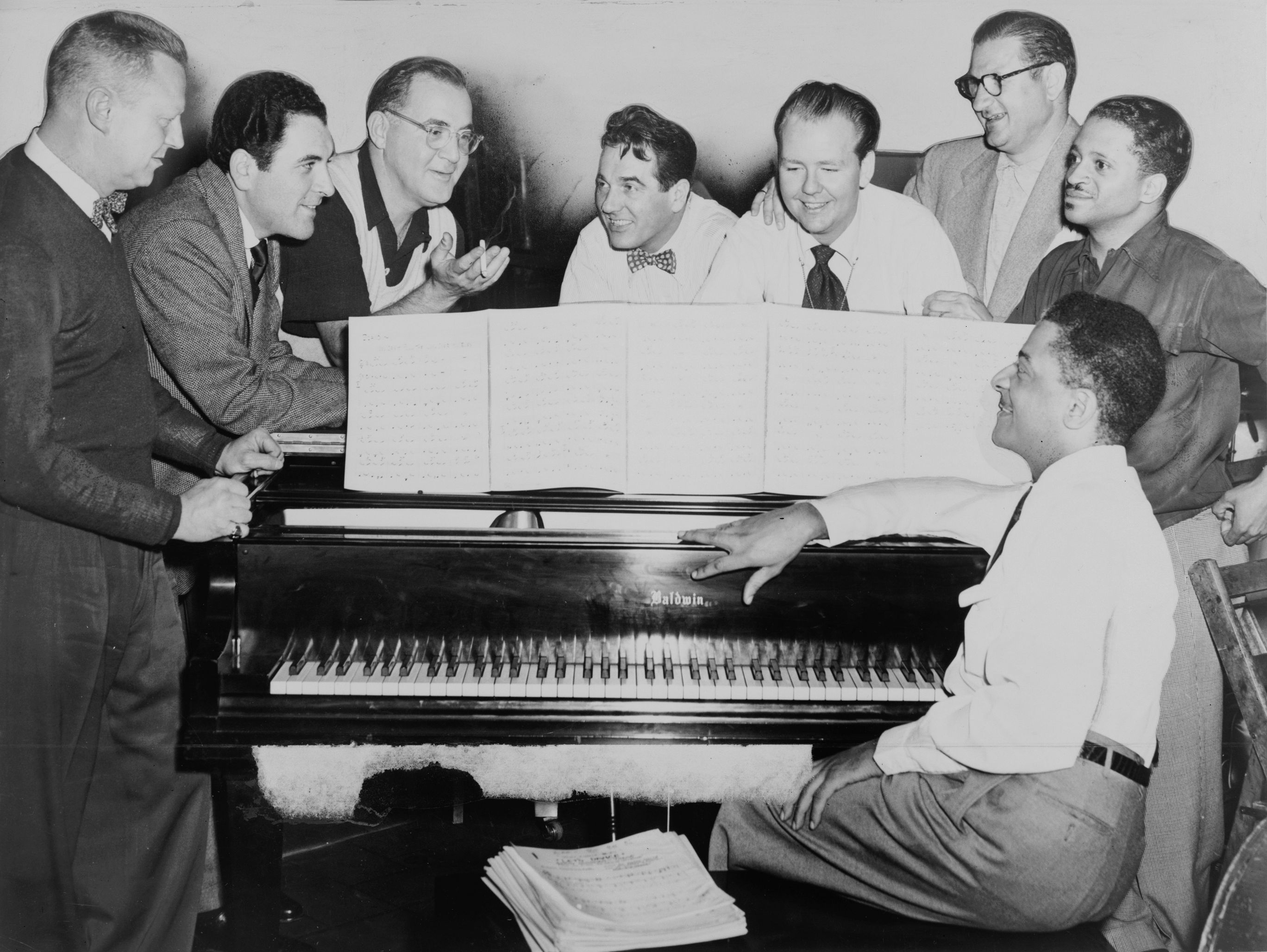
Benny Goodman (tercero desde la izquierda) con algunos de sus antiguos músicos, sentados alrededor del piano de izquierda a derecha: Vernon Brown, George Auld, Gene Krupa, Clint Neagley, Ziggy Elman, Israel Crosby y Teddy Wilson (al piano)

### Con Lionel Hampton
Uno de sus mayores momentos, y uno de los momentos más importantes de la historia musical de los EE. UU. se produjo gracias a su amistad con Lionel Hampton y Teddy Wilson, con los cuales hizo la primera actuación pública de músicos interraciales. La leyenda dice que conoció a Lionel Hampton (vibrafonista) cuando desayunaba en la cafetería donde este trabajaba como camarero, cocinero, cantante e intérprete. Junto con Artie Shaw (judío), Django Reinhardt (gitano) y Lionel Hampton (negro) se convirtió en uno de los símbolos de la apertura cultural y la tolerancia, y de cómo la música no entiende prejuicios.

### Goodman y la música clásica
Diversos músicos del mundo clásico compusieron obras para él. Así, Aaron Copland le dedicó su Concierto para clarinete (1947), como también lo hicieron Béla Bartók con la obra Contrastes para violín, clarinete y piano, Paul Hindemith con el Concierto para clarinete (1947) y Malcolm Arnold con el Concierto n.º 2 para clarinete (1974). 
Grabó también, de  Wolfgang Amadeus Mozart, su Concierto para Clarinete K.622 (1957).
Tras una carrera llena de éxitos y de actuaciones con los intérpretes y cantantes más importantes del jazz, Peggy Lee, Ella Fitzgerald, Gene Krupa, Martha Tilton, murió en Nueva York, en 1986.

### Bandas sonoras
Se le ha referenciado en diversas películas, siendo un habitual de las bandas sonoras de Woody Allen, e incluso en películas como Swing Kids ("Los rebeldes del swing") es el Leitmotiv que dirige a los personajes.
En 1955 se estrenó una película sobre su vida, The Benny Goodman Story protagonizada por Steve Allen y Donna Reed, y producida por Universal-International, como continuación del gran éxito de 1954, The Glenn Miller Story. El guion introdujo un gran número de elementos de ficción, pero la música era la escrita originalmente. Muchos de los compañeros de Goodman aparecían en la película, incluidos Ben Pollack, Gene Krupa, Lionel Hampton y Harry James.